# Баркалов Дмитро Олексійович
Дмитро Олексійович Баркалов (23 грудня 1969, Харків — 5 листопада 2001, Київ) — радянський і український спортсмен (водне поло, пейнтбол). Майстер спорту (водне поло). Майстер спорту міжнародного класу (пейнтбол).

## Біографія

Могила родини Баркалових

Народився 23 грудня 1969 року в Харкові у родині олімпійського чемпіона з водного поло Олексія Баркалова і чемпіонки СРСР з плавання Людмили Хазієвої (Баркалової). У 1997 році закінчив Київський інститут фізичної культури.
З 1997 року почав освоювати новий вид спорту — пейнтбол. Один з найуспішніших гравців команди «Ведмеді», в складі якої неодноразово ставав переможцем і призером міжнародних змагань та турнірів з пейнтболу: чемпіон України (2001), володар Кубка України (2001), переможець турніру Української ліги (2001), Кубка Незалежності (2001), турніру «Київський азарт» (2001), 2-й призер чемпіонату Англії (2001), 3-й призер чемпіонату Данії (2001).
Убитий кількома пострілами 5 листопада 2001 року в Києві, у дворі будинку № 50в по вулиці Богдана Хмельницького. Похований разом з родиною на Байковому кладовищі (ділянка № 49а).